# St. Martin (Wankum)

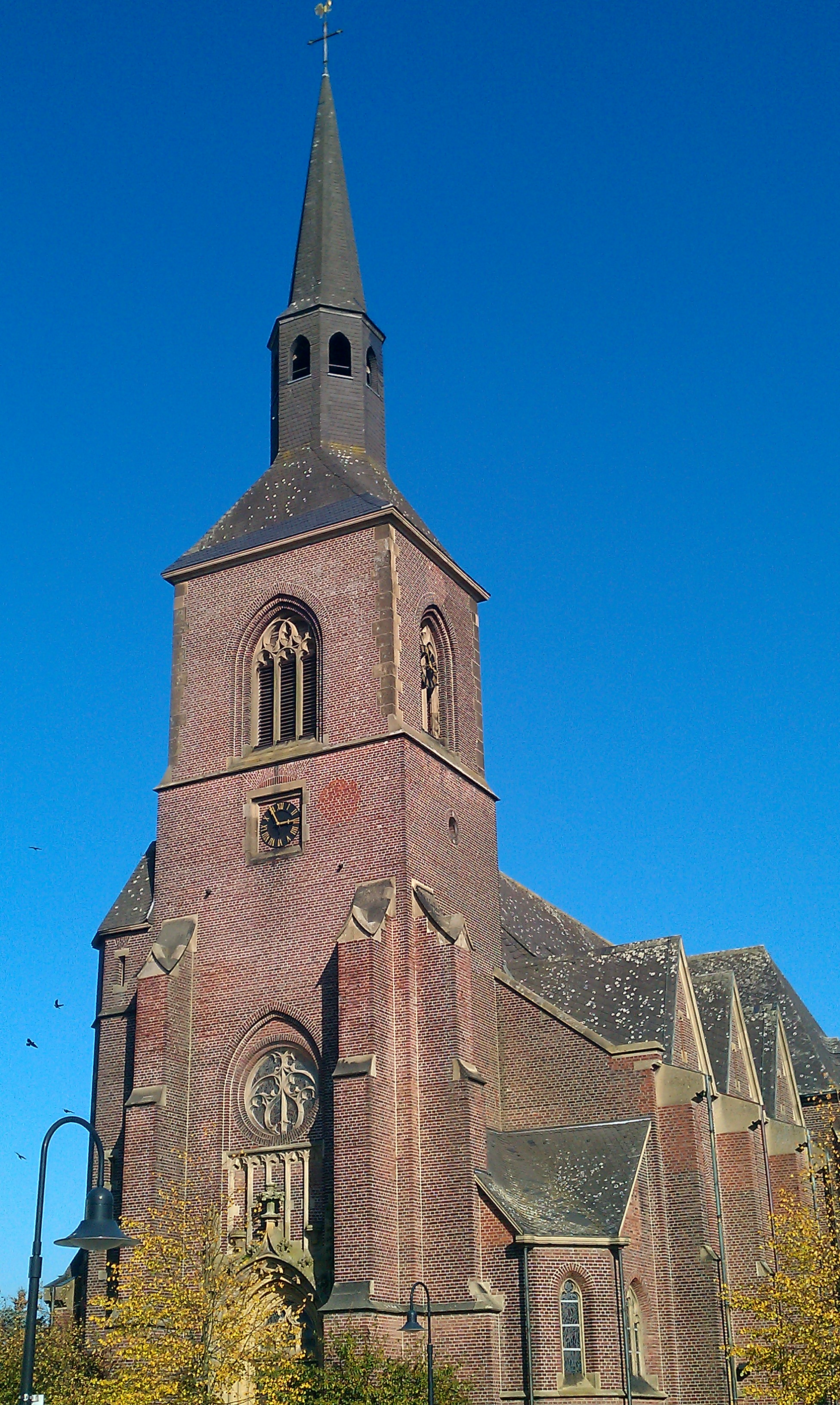
St. Martin, Wankum

Die Kirche St. Martin ist ein römisch-katholisches Kirchengebäude in Wankum im Kreis Kleve in Nordrhein-Westfalen.

## Bau
Die heutige Pfarrkirche wurde ab 1903 nach Plänen des Architekten Caspar Clemens Pickel (Düsseldorf) erbaut und 1905 fertiggestellt. Es handelt sich um eine neugotische Hallenkirche. Die Kirche wurde am 29. August 1905 von Bischof Hermann Dingelstad (Münster) geweiht. Sie trägt das Patrozinium Martin von Tours.
Die Kirche bekam im Jahre 1989 eine neue mechanische Schleifladen-Orgel. Das Instrument wurde von der Orgelbauwerkstatt Bertold Prengel, Sprockhövel, erbaut und hat 18 Register auf zwei Manualen und Pedal sowie drei Normalkoppeln und einen Tremulanten.